# Jakob Daniel Tepser
Jakob Daniel Tepser (* 27. Jänner 1653 in Wien; † 20. September 1711 ebenda) war in den Jahren 1696 bis 1699 und 1704 bis 1707 Bürgermeister von Wien.
Jakob Daniel Tepser war Leinwandhändler bürgerlicher Herkunft. Er heiratete am 6. Mai 1680 die Witwe Juliane Fontenoi. Am 19. Juli 1707 wurde ihm der Titel Edler von Tepsern, am 24. November 1707 die Ritterwürde verliehen. Jakob Daniel Tepser verstarb am 20. September 1711 in seinem Haus Am Hof 9.
Der Weinkeller von Jakob Daniel Tepser, neben dem damals noch nicht gebauten Schloss Belvedere am Grund des damals ebenfalls noch nicht gebauten Salesianerklosters gelegen, beheimatet heute die Brauerei und Gaststätte Salm Bräu.